# Abbazia di Murbach

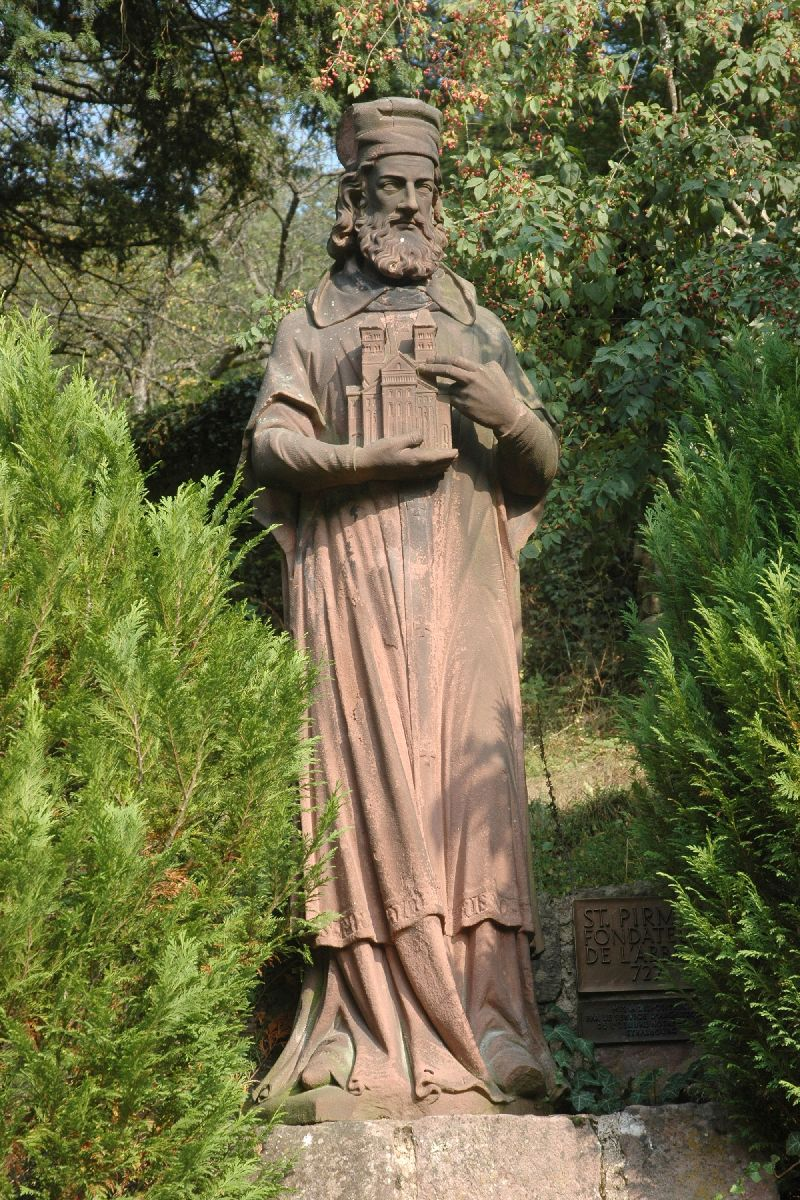
Statua del XIX secolo raffigurante San Pirmino all'abbazia di Murbach

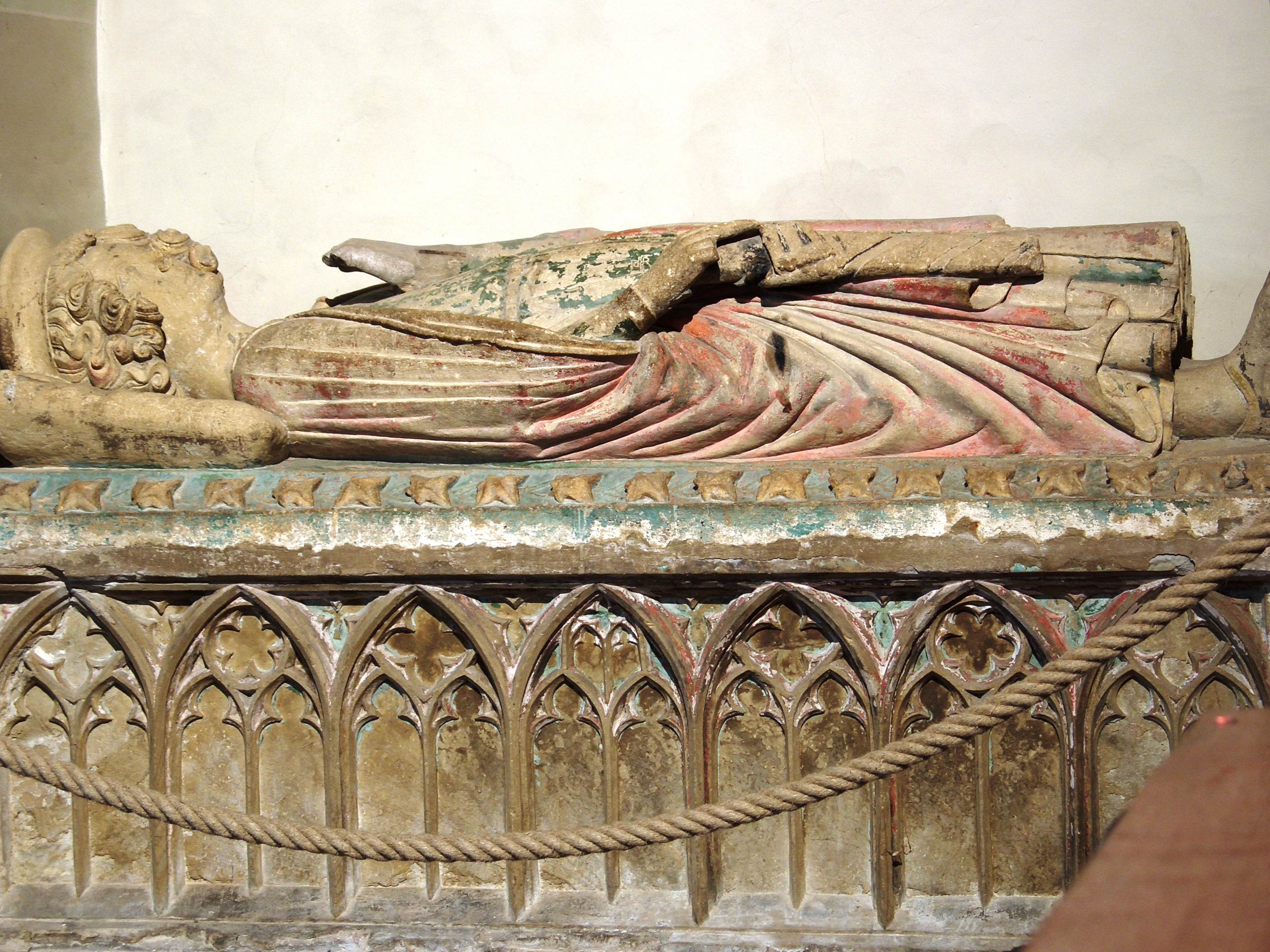
Tomba tardo medioevale del Conte Eberardo all'interno della chiesa dell'abbazia

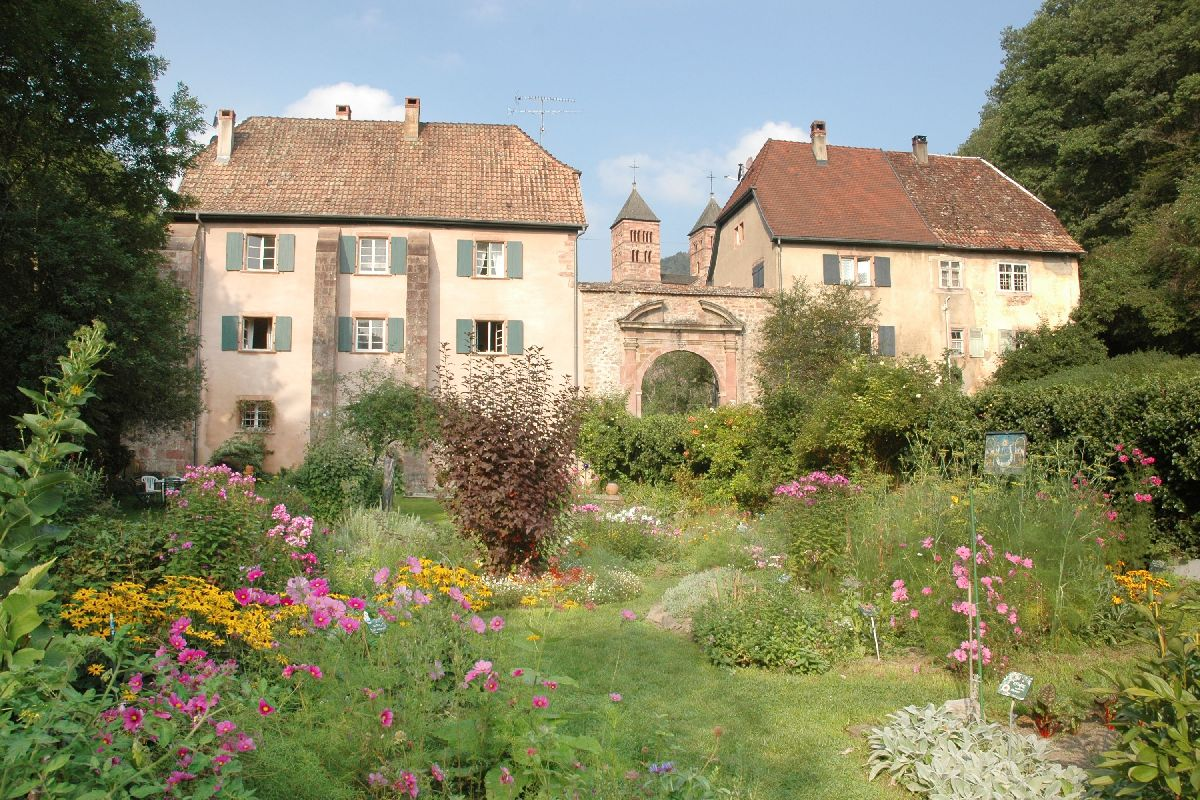
Giardino dell'abbazia di Murbach

L'abbazia di Murbach fu un famoso monastero benedettino nell'Alsazia del sud, nella valle ai piedi del Grand Ballon, nei Vosgi.
Il monastero, presso la comunità di Guebwiller, venne fondato nel 727 da un certo conte Eberardo, e stabilito come casa benedettina da san Pirmino. Il suo territorio comprendeva tre città e 30 villaggi. Le costruzioni, inclusa la chiesa dell'abbazia, una delle più antiche e prestigiose strutture romaniche, vennero devastate nel 1789 durante la Rivoluzione francese dai contadini locali e l'abbazia venne sciolta poco dopo.
La chiesa dell'abbazia, dedicata a san Leodegario, è conservata nella sua parte originaria solo nel transetto e nelle due torri, nella parte ad est e nel coro. La zona della navata si trova oggi su una pavimentazione tombale.

## Storia
Il fondatore dell'abbazia, il conte Eberardo, fratello di Luitfrido l'Eutichione, chiese al vescovo Pirmino dell'abbazia di Reichenau del lago di Costanza di costituire una comunità religiosa, che si basava precedentemente sulla regola di san Colombano, che aveva però perso la sua valenza originaria. Pirmino risolse le difficoltà introducendo la regola di san Benedetto.
Il conte Eberardo conferì grandi donativi all'abbazia e le concesse molti privilegi, incluso il diritto di libera elezione dell'abate. Il monastero, ad ogni modo, doveva conservare i privilegi del clero regolare e dipendeva strettamente dal papa e dall'imperatore (dopo il 1680 dal re di Francia). Murbach venne posta sotto il patronato di San Leodegario, che aveva introdotto la regola benedettina in Borgogna nel VII secolo.
L'abbazia divenne importante anche politicamente e Carlo Magno stesso ottenne il titolo di "abate di Murbach" (Pastor Murbacencis) (in senso secolare) tra il 782-783.
Nell'850 circa Murbach divenne uno dei centri culturali più prestigiosi dell'Alto Reno; la biblioteca dell'abbazia conteneva circa 340 opere di teologia, grammatica e storia. Allo stesso tempo vennero incrementati i già consistenti possedimenti dell'abbazia, grazie al gran numero di donativi pervenuti dai privati. Murbach ottenne proprietà e diritti in circa 350 località. Gran parte di essi erano in Alsazia, nel vescovato di Basilea e a Strasburgo. Inoltre l'abbazia annoverava proprietà sulla riva destra del Reno e anche nella regione della Foresta Nera. Ad esempio, nell'805 i nobili Alamanni Egilmardo, Focholt, Wanbrecht e Nothicho diedero all'abbazia le loro terre e la chiesa nell'attuale città di Grissheim ("villa Cressheim in pago Brisachgaginse"). Poco tempo dopo, l'abbazia acquisì nuovi territori a Lucerna in Svizzera e ottenne territori anche nel Palatinato, tra Worms e Magonza.
Sempre in questo periodo si garantì anche il possesso dell'abbazia di Lüders che venne così accorpata a quella di Murbach.
Il primo periodo di prosperità terminò nel 936 con l'invasione dell'Alsazia da parte degli Ungari. Dal XIII secolo l'abbazia venne ristabilita e fu nuovamente in grado di avere un ruolo preminente in Alsazia e nella regione del Reno.
Dal XIV secolo per l'abbazia iniziò un graduale declino d'influenza. Tra il XV ed il XVI secolo Murbach fu un principato con seggio al Reichstag e tra il 1680 ed il 1789 fu al centro delle tensioni tra il re di Francia e l'Impero. Nel 1759 i monaci rinunciarono alla regola benedettina e il monastero divenne una collegiata per i membri della nobiltà, trasferendo la sede del principe-abate e dei canonici nella nuova basilica Notre Dame di Guebwiller, capitale del principato abbaziale di Murbach.
Nel 1789 la Rivoluzione francese e le rivolte contadini portarono alla fine dell'abbazia.

## Elenco degli abati di Murbach
- San Pirmino 727 (cofondatore)
- Romanus 727–751
- Baldebert 751–762
- Herbert 762–774
- Amicho 774–786
- san Simperto, vescovo di Augsburg 786–792
- Carlomagno, (abate laico) 792–793
- Agilmar (Intermegilmer) 793
- Geroch, vescovo di Eichstätt, 793–808(?)
- Guntram, attestato nell'811
- Sigismar (Sigismundus), attestato nell'829
- Iskar (Isker), attestato nell'870
- Friedrich, attestato nell'876
- Nandbert, attestato nel 910
- Abtsitz 926–959
- Landeloh 959–977 ?
- Beringer 977–988 ?
- Helmerich 988− ?
- Werner ? –994
- Degenhard attestato nel 1012–1025
- Eberhard 1026–? (pietra tombale nella chiesa abbaziale)
- Wolfrad, attestato nel 1049
- Ulrico di Lorsch, 1073–1075
- Samuele di Weissemburg 1080–1097
- Erlolf di Bergholtz, abate di Fulda, ? –1122
- Bertolf 1122–1149
- Egilolf von Erlach 1150–1162
- Konrad von Eschenbach[1] attestato dal 1173 al 1186
- Widerolph 1187–1188
- Simperto II. ? –1149
- 1194–31 marzo 1216 Arnoldo di Frohburg[2]
- Hugo von Rothenburg, 1216–1236[3]
  - Albrecht von Frohburg, Amministratore 1237–1244
- Theobald von Faucolgney, 1244–1260
- Berthold von Steinbronn, 1260–1285
- Berchtold von Falkenstein[4] 1286-1299
- Albrecht von Liebenstein, 1299−1303
- Konrad von Widergrün aus Stauffenberg 1305–1334
- Konrad Wernher von Murhard, 1334–1343
- Heinrich von Schauenburg 1343–1353
- Johann Schultheiss 1354–1376
- Wilhelm Stoer von Stoerenburg 1377–1387
- Rudolf von Wattweiler 1387–1393
- Wilhelm von Wasselnheim (Wasselonne) 1393–1428
- Peter von Ostein 1428–1434
- Dietrich von Haus 1434–1447
- Bartholomäus von Andlau 1447–1476
- Achatius von Griessen 1476–1489
- Walter Mönch von Wilsberg 1489–1513
- Georg von Masmünster (Masevaux) 1513–1542
- Johann Rudolf Stoer von Stoerenberg 1542–1570
- Johann Ulrich von Raitenau 1570-1587
- Wolf Dietrich von Raitenau 1587
- Gabriel Giel von Giersberg 1587 (scelta illegittima)
- Andrea d'Austria 1587–1600, vescovo di Costanza e di Bressanone
- Johann-Georg von Kalkenried[5] 1600-1614
  - Leopoldo V d'Austria, vescovo di Passau e di Strasburgo, amministratore 1614–1625
- Leopoldo Guglielmo d'Austria (arciduca, vescovo di Strassburgo e di Passau), 1626-1662
- Kolumban von Andlau 1662 (scelta illegittima)
- Carlo Giuseppe d'Asburgo, arciduca, 1662–1664
- Franz Egon von Fürstenberg, arcivescovo di Strasburgo, 1664–1682
- Felix Egon von Fürstenberg–Heiligenberg 1682–1686 (anche canonico del Duomo di Colonia)
- Kolumban von Andlau 1686 (scelta illegittima)
- Philipp Eberhard von Löwenstein-Wertheim-Rochefort 1686–1720
- Célestinus von Beroldingen – Gündelhard 1720–1737
- Armand II de Rohan-Soubise (anche vescovo di Strassburgo e cardinale) 1737-1756
- Kasimir Friedrich von Rathsamhausen 1756–1785
- Franz Anton von Andlau-Homburg 1785–1790, ultimo abate